# ميكس (فود)
ميكس Mex, Vaud هي إحدى بلديات كانتون فود في سويسرا، وتقع في منطقة جروس دي فود.

## التاريخ
تم ذكر ميكس لأول مرة في عام 1154 باسم ميس.

## جغرافية
منطقة ميكس ، اعتبارًا من 2009 ، 2.83 كيلومتر مربع (1.09 ميل2) . من هذه المنطقة ، 1.57 كيلومتر مربع (0.61 ميل2) أو 55.5٪ للأغراض الزراعية ، بينما 0.83 كيلومتر مربع (0.32 ميل2) أو 29.3٪ غابات. من بقية الأرض ، 0.48 كيلومتر مربع (0.19 ميل2) أو 17.0٪ مستقر (مباني أو طرق).